# Колок
Коло́к (колки́) — невеликий лісовий масив на зволожених ділянках вододілів у лісостеповій, рідше степовій зонах.

## Формування
Колки утворюються на дні замкнутих знижень лесових терас річок Лівобережжя та на піщаних масивах Дніпра і Сіверського Дінця — в улоговинах видування, в основному на дернових ґрунтах.

## Ярусність
Колки — це, як правило, 2 — 3-ярусні ліси. Найтиповіші види дерев — береза, рідше осика, дуб. Середня висота деревостану — 8-12 м.
У підліску домінують жостір проносний, терен, дрік дніпровський, верба розмаринолиста та ін. Його висота становить 0,5-3 м.
Трав'яний ярус представлений поєднанням псамофітно-степових, лучних і лучно-болотних рослин із типовими лісовими.
У нижньодніпровських колках проростають близько 80 видів квіткових рослин.

## Значення
Завдяки колкам:
- підвищується вологість повітря,
- зростає зволоження ґрунтів,
- стримуються дефляційні процеси.

## Поширення
У природному стані колки збереглися в межах України лише у відділеннях Чорноморського біосферного заповідника, на Кінбурнській косі.
Частково змінені фітоценози колки можна зустріти у пониззі Дніпра, зрідка — у пониззі Південного Бугу.